# Og andre historier
Og andre historier er en dansk novellesamling af Klaus Rifbjerg udgivet i 1964 på Gyldendal. Samlingen består af 23 noveller, der er mellem 5 og 20 sider lange.
Titlen signalerer, at der ikke er en af novellerne, der er den centrale eller vigtigste i samlingen. Novellerne omfatter episoder fra alle faser af livet fra barndommen til alderdommen, og der er særligt fokus på mandens seksualitet.
Og andre historier er optaget i Kulturkanonen i 2006.

## Novellerne
- "Bevidstheden"
- "Såret"
- "Selvmord"
- "Tanden"
- "Bomber i det fjerne"
- "Hunden"
- "Badeanstalten"
- "Cigaretter"
- "Afstraffelse"
- "Angst?"
- "Mavepine"
- "Skolelærerens datter"
- "Snemanden"
- "Frække Jensen"
- "“C”"
- "Al den snak om Skønhed"
- "Skyernes skygge rammer mig"
- "Sommetider"
- "Et kys"
- "Hm."
- "Utroskab"
- "Du kunne jo ikke gøre for det"
- "Peter Plys"